# Tokmak (Ucraïna)
Tokmak (en ucraïnès i en rus Токмак) és una ciutat de la província de Zaporíjia, a Ucraïna, actualment sota control de Rússia. El 2021 tenia 30.132 habitants.